# لوئیس ناتو
لوئیس ناتو (انگلیسی: Louis Natheaux؛ ۱۰ دسامبر ۱۸۹۴ – ۲۳ اوت ۱۹۴۲) بازیگر و هنرمند وودویل اهل ایالات متحده آمریکا بود.
از فیلم‌هایی که وی در آن نقش داشته‌است، می‌توان به پلیس، رودخانه خسته، در میان حاضران و ایستادگی و رهایی اشاره کرد.